# Pasi Ikonen
Pasi Ikonen, född 30 juni 1980 i Vihanti, död 3 augusti 2024, var en finländsk orienterare. Han blev världsmästare på medeldistans 2001, juniorvärldsmästare en gång, europeisk mästare två gånger, nordisk mästare en gång, finländsk mästare fyra gånger samt finländsk juniormästare sju gånger. Ikonen avled i cancer.
Ikonen hade tidigare varit i ett förhållande med orienteraren Minna Kauppi.